# Fanny Rinne
Fanny Rinne (Mannheim, Baden-Württemberg, onda SR Njemačka, 15. travnja 1980.) je njemačka hokejašica na travi i igračica dvoranskog hokeja. Igra u veznom redu. 
Svojim igrama je privukla pozornost njemačkog izbornika, što joj je dalo mjesto u izabranoj vrsti.
Bila je sudionicom OI 2004. u Ateni, na kojima je osvojila zlatno odličje. Kao zanimljivost, uzburkala je duhove svojim fotografijama za Playboy, objavljenim neposredno prije Olimpijskih igara.

## Sudjelovanja na velikim natjecanjima
(popis nepotpun)
- 1999. – Trofej prvakinja u Brisbaneu, brončano odličje
- 1999. – europsko prvenstvo u Kölnu, srebrno odličje
- 2000. – izlučna natjecanja za OI 2000. u Milton Keynesu, 3. mjesto
- 2000. – Trofej prvakinja u Amstelveenu,  srebrno odličje
- 2000. – olimpijske igre u Sydneyu, 7. mjesto
- 2002. - dvoransko europsko prvenstvo u Francuskoj, zlatno odličje
- 2002. – svjetsko prvenstvo u Perthu, 7. mjesto
- 2003. - dvoransko svjetsko prvenstvo u Leipzigu, zlatno odličje
- 2003. – Champions Challenge u Cataniji, zlatno odličje
- 2003. – europsko prvenstvo u Barceloni, brončano odličje
- 2004. – izlučna natjecanja za OI 2004. u Aucklandu, 4. mjesto
- 2004. – olimpijske igre u Ateni, zlatno odličje
- 2004. – Trofej prvakinja u Rosariju,  srebrno odličje
- 2005. – europsko prvenstvo u Dublinu, srebrno odličje
- 2006. – svjetsko prvenstvo u Madridu, 8. mjesto
- 2007. – europsko prvenstvo u Manchesteru, zlatno odličje

## Vanjske poveznice
- Profil na Hockey Olympici
- Osobne stranice  Arhivirana inačica izvorne stranice od 2. kolovoza 2019. (Wayback Machine)